# 日產March Super Turbo
日產March Super Turbo乃是由日本日產汽車公司設計製造、從日產March第一代K10型衍生出來的三門掀背車。該款車乃因專門用來參加拉力賽的競技車March R修改成一般消費者導向，而衍生出來的。

## 概要
1988年日產汽車公司為了參加全日本拉力冠軍賽（（日語）全日本ラリー選手権）B級賽事（引擎排氣量1,300c.c.至1,600c.c.）而推出競技車March R，採用全日本汽車工業史首創的渦輪增壓與機械增壓二系統並存的設定，最高馬力可榨出110ps/6,400rpm、最大扭力13.3kg・m/4,800rpm。
翌年日產汽車便延續這具渦輪增壓、機械增壓並存的MA09ERT型引擎，配上運動化套件、LSD限滑差速器等標準配備，並且將變速箱齒輪比調回適合一般消費者使用；另可選購空調系統或電動調整後視鏡等配備。五速手排版之原廠代號為「EK10GFR」，三速自排版則為「EK10GAR」。不過，受限於輔助機械安裝空間不足，March R與此款車並沒有動力方向盤（power steering）的設計。
根據日產汽車公布的測試數據，此部車從0加速至100km/hr僅需7.7秒，而極速可達180km/hr。該款車在日本限量發售1萬輛，而在英國僅1990年便出售近5萬輛。

## 內部連結
- 日產March
- 日產March Turbo
- 日產March R